# Paracycling-Straßenweltmeisterschaften 2015
Die Paracycling-Straßenweltmeisterschaften 2015 (2015 UCI Para-Cycling Road World Championships) fanden vom 28. Juli bis zum 2. August 2015 in Nottwil in der Schweiz statt. Ursprünglich war das spanische Ponferrada, der Gastgeber der UCI-Straßen-Weltmeisterschaften 2014, auch als Ausrichter für diese Weltmeisterschaften vorgesehen.

## Zeitplan
| Datum                | Disziplinen – Klassen                                                        |
| -------------------- | ---------------------------------------------------------------------------- |
| Mittwoch, 29. Juli   | Eröffnungsfeier, Handbiker – Staffel (M/W H1-5)                              |
| Donnerstag, 30. Juli | Zeitfahren – M C2-1, W C5-4, W C3-1, M T2, W T2, MW T1, MB, WB, M C5-3       |
| Freitag, 31. Juli    | Zeitfahren – W H5-4, W H2-1, W H3-1, M H5-3                                  |
| Samstag, 1. August   | Straßenrennen – M C2-1, W C3-1, M C3, M T2-1, W T2-1, MB, WB, M C5-4, W C5-4 |
| Sonntag, 2. August   | Straßenrennen – M H1, W H2, W H1, W H5-4/3, M H2, M H4, M H3, M H5           |

## Resultate

### Zeitfahren Klasse B
| Frauen – WB (24,9 km) |                                        |              |            |
| #                     | Fahrerin/Pilotin                       | Nationalität | Zeit (min) |
|                       | Iwona Podkoscielna/ Aleksandra Wnuczek | POL          | 52:05,61   |
|                       | Emma Foy/ Laura Fairweather            | NZL          | 52:05,64   |
|                       | Odette van Deudekom/ Kim van Dijk      | NLD          | 53:03,36   |

| Männer – MB (31 km) |                                             |              |            |
| #                   | Fahrer/Pilot                                | Nationalität | Zeit (min) |
|                     | Marcin Polak/ Michael Ladosz                | POL          | 43:34,44   |
|                     | Carlos Gonzalez Garcia/ Noel Martin Infante | ESP          | 44:45,44   |
|                     | Emanuele Bersini/ Riccardo Panizza          | ITA          | 46:00,91   |

### Straßenrennen Klasse B
| Frauen – WB (77,5 km) |                                        |              |             |
| #                     | Fahrerin/Pilotin                       | Nationalität | Zeit        |
|                       | Iwona Podkoscielna/ Aleksandra Wnuczek | POL          | 2:19:11 h   |
|                       | Emma Foy/ Laura Thompson               | GBR          | + 0:0:11    |
|                       | Odette van Deudekom/ Kim van Dijk      | NLD          | +0:5:53 min |

| Männer – MB (108,5 km) |                                             |              |            |
| #                      | Fahrer/Pilot                                | Nationalität | Zeit       |
|                        | Ignacio Avila Rodriguez/ Joan Font Bertoli  | ESP          | 02:48;33 h |
|                        | Vincent ter Schure/ Timo Franssen           | NLD          | gl. Zeit   |
|                        | Carlos Gonzalez Garcia/ Noel Martin Infante | ESP          | + 1:59 min |

### Zeitfahren Klasse C
| #           | Fahrerin             | Nationalität | Zeit (min) |
| ----------- | -------------------- | ------------ | ---------- |
| WC1 (14 km) |                      |              |            |
|             | Jieli Li             | CHN          | 29:37,80   |
| WC2 (14 km) |                      |              |            |
|             | Zeng Sini            | CHN          | 24:25;69   |
|             | Allison Jones        | USA          | 25:10,89   |
|             | Tereza Diepoldova    | CZE          | 25:49,60   |
| WC3 (14 km) |                      |              |            |
|             | Jamie Whitmore       | USA          | 23:13,26   |
|             | Denise Schindler     | GER          | 24:22,57   |
|             | Simone Kennedy       | AUS          | 25:49,60   |
| WC4 (21 km) |                      |              |            |
|             | Shawn Morelli        | USA          | 34:29,11   |
|             | Alexandra Green      | AUS          | 35:13,29   |
|             | Megan Fisher         | USA          | 35:24,17   |
| WC5 (21 km) |                      |              |            |
|             | Sarah Storey         | GBR          | 30:52,36   |
|             | Anna Harkowska       | POL          | 33:08,17   |
|             | Kerstin Brachtendorf | GER          | 34:14,78   |

| #           | Fahrer               | Nationalität | Zeit (min) |
| ----------- | -------------------- | ------------ | ---------- |
| MC1 (21 km) |                      |              |            |
|             | Michael Teuber       | GER          | 32:32,60   |
|             | Juan José Mendez     | ESP          | 33:50,25   |
|             | Gian Carlo Masini    | ITA          | 33:52,15   |
| MC2 (21 km) |                      |              |            |
|             | Arslan Gilmutdinow   | RUS          | 31:08,44   |
|             | Liang Guihua         | CHN          | 31:48,78   |
|             | Israel Hilario Rimas | CHI          | 31:56,93   |
| MC3 (31 km) |                      |              |            |
|             | Eoghan Clifford      | IRL          | 48:53,60   |
|             | Steffen Warias       | GER          | 49:41,51   |
|             | Sergei Ustinow       | RUS          | 50:44,70   |
| MC4 (31 km) |                      |              |            |
|             | Kyle Bridgwood       | AUS          | 46:28.32   |
|             | Sergei Pudow         | RUS          | 46:49,26   |
|             | Patrik Kuril         | SLO          | 47:36.12   |
| MC5 (31 km) |                      |              |            |
|             | Jehor Dementjew      | UKR          | 45:25,45   |
|             | Alistair Donohoe     | AUS          | 45:51,90   |
|             | Andrea Tarlao        | ITA          | 46:30,91   |

### Straßenrennen Klasse C
| #                    | Fahrerin                 | Nationalität | Zeit       |
| -------------------- | ------------------------ | ------------ | ---------- |
| Frauen – WC1 (49 km) |                          |              |            |
|                      | Li Jieli                 | CHN          | 1:42,26 h  |
| Frauen – WC2 (49 km) |                          |              |            |
|                      | Zeng Sini                | CHN          | 1:29,33 h  |
|                      | Daniela Carolina Munevar | COL          | + 1:11 min |
|                      | Allison Jones            | USA          | + 1:34 min |
| Frauen – WC4 (62 km) |                          |              |            |
|                      | Shawn Morelli            | USA          | 2:01:06 h  |
|                      | Susan Powell             | AUS          | + 4:08 min |
|                      | Jenny Narcisi            | ITA          | + 4:23 min |
| Frauen – WC5 (62 km) |                          |              |            |
|                      | Sarah Storey             | GBR          | 1:44,45 h  |
|                      | Anna Harkowska           | POL          | + 8:24 min |
|                      | Kerstin Brachtendorf     | GER          | + 9:01 min |

| #                      | Fahrer                  | Nationalität | Zeit        |
| ---------------------- | ----------------------- | ------------ | ----------- |
| Männer – MC1 (56 km)   |                         |              |             |
|                        | Pierre Senska           | GER          | 1:30,48 h   |
|                        | Michael Teuber          | GER          | gl. Zeit    |
|                        | Erich Winkler           | GER          | gl. Zeit    |
| Männer – MC2 (56 km)   |                         |              |             |
|                        | Israel Hilario Rimas    | PER          | 1:29,04 h   |
|                        | Maurice Far Eckhard Tió | ESP          | + 1:25 min  |
|                        | Ivo Koblasa             | CZE          | + 1:42 min  |
| Männer – MC3 (56 km)   |                         |              |             |
|                        | Masaki Fujita           | JPN          | 1:27,34 h   |
|                        | Alexsei Obidennow       | RUS          | + 1,24 min  |
|                        | Eduardo Santas Asensio  | ESP          | + 1,24 min  |
| Männer – MC4 (77,5 km) |                         |              |             |
|                        | Patrik Kuril            | SVK          | 2:00,58 h   |
|                        | Carol Eduard Novak      | ROU          | + 0,27 s    |
|                        | Sergei Pudow            | RUS          | ++ 3:04 min |
| Männer – MC5 (77,5 km) |                         |              |             |
|                        | Alistair Donohoe        | AUS          | gl. Zeit    |
|                        | Jehor Dementjew         | UKR          | gl. Zeit    |
|                        | Andrea Tarlao           | ITA          | gl. Zeit    |

### Zeitfahren Klasse T
| #                   | Fahrerin         | Nationalität | Zeit (min) |
| ------------------- | ---------------- | ------------ | ---------- |
| Frauen – T1 (14 km) |                  |              |            |
|                     | Shelley Gautier  | CAN          | 36:32,87   |
|                     | Julia Sibagatowa | RUS          | 38:54,56   |
|                     | Swetlana Perowa  | RUS          | 45:05,82   |
| Frauen – T2 (14 km) |                  |              |            |
|                     | Carol Cooke      | AUS          | 28:05,80   |
|                     | Jill Walsh       | USA          | 29:25,50   |
|                     | Jana Majunke     | GER          | 30:00,75   |

| #                   | Fahrer            | Nationalität | Zeit (min) |
| ------------------- | ----------------- | ------------ | ---------- |
| Männer – T1 (14 km) |                   |              |            |
|                     | Quentin Aubague   | FRA          | 30:15      |
|                     | Sergei Semoschkin | RUS          | 31:29      |
|                     | Jiri Hindr        | CZE          | 32:01      |
| Männer – T2 (14 km) |                   |              |            |
|                     | Hans-Peter Durst  | GER          | 25:00,82   |
|                     | Giorgio Farroni   | ITA          | 26:20,60   |
|                     | Ryan Boyle        | USA          | 26:23,87   |

### Straßenrennen Klasse T
| #                    | Fahrerin         | Nationalität | Zeit (min) |
| -------------------- | ---------------- | ------------ | ---------- |
| Frauen – WT1 (21 km) |                  |              |            |
|                      | Shelley Gautier  | CAN          | 57,06      |
|                      | Julia Sibagatowa | RUS          | + 3,57 s   |
|                      | Swetlana Perowa  | RUS          | + 13,16 s  |
| Frauen – WT2 (28 km) |                  |              |            |
|                      | Jill Walsh       | USA          | 58,52      |
|                      | Carol Cooke      | AUS          | + 0,06     |
|                      | Jana Majunke     | GER          | + 2,06     |

| #                    | Fahrer             | Nationalität | Zeit (min) |
| -------------------- | ------------------ | ------------ | ---------- |
| Männer – MT1 (21 km) |                    |              |            |
|                      | Quentin Aubague    | FRA          | 47,49      |
|                      | Jiri Hindr         | CZE          | + 1,55     |
|                      | Sergei Semoschkin  | RUS          | + 2,40     |
| Männer – MT2 (28 km) |                    |              |            |
|                      | Hans-Peter Durst   | GER          | 52,58      |
|                      | Nestor Ayala Ayala | COL          | gl. Zeit   |
|                      | Ryan Boyle         | USA          | + 1,00     |

### Zeitfahren Klasse H
| #                    | Fahrerin               | Nationalität | Zeit (min) |
| -------------------- | ---------------------- | ------------ | ---------- |
| Frauen – WH1 (14 km) |                        |              |            |
|                      | Emilie Miller          | AUS          | 47:33,76   |
| Frauen – WH2 (14 km) |                        |              |            |
|                      | Justine Asher          | RSA          | 37:35,51   |
|                      | Carmen Koedood         | NLD          | 54:08,16   |
|                      | Mikyoung Jeon          | KOR          | 58:15,49   |
| Frauen – WH3 (14 km) |                        |              |            |
|                      | Francesca Porcellato   | ITA          | 27:53,94   |
|                      | Alicia Dana            | USA          | 29:11,21   |
|                      | Renata Kaluza          | POL          | 29:57,36   |
| Frauen – WH4 (14 km) |                        |              |            |
|                      | Swetlana Moschkowitsch | RUS          | 27:46,54   |
|                      | Christiane Reppe       | GER          | 28:00,50   |
|                      | Sandra Graf            | SUI          | 29:47,74   |
| Frauen – WH5 (14 km) |                        |              |            |
|                      | Laura de Vaan          | NLD          | 24:58,43   |
|                      | Andrea Eskau           | GER          | 25:06,61   |
|                      | Dorothee Vieth         | GER          | 25:37,53   |

| #                      | Fahrer                  | Nationalität | Zeit (min) |
| ---------------------- | ----------------------- | ------------ | ---------- |
| Männer – MH1 (14 km)   |                         |              |            |
|                        | Nicolas Pieter Du Preez | RSA          | 41:59,74   |
|                        | Timothy Williams        | NZL          | 44:35,82   |
|                        | Benjamin Früh           | SUI          | 44:52,20   |
| Männer – MH2 (14 km)   |                         |              |            |
|                        | Luca Mazzone            | ITA          | 27:57,34   |
|                        | William Groulx          | USA          | 28:19,52   |
|                        | Tobias Fankhauser       | SUI          | 29:48,62   |
| Männer – MH3 (15,5 km) |                         |              |            |
|                        | Vittorio Podestà        | ITA          | 30:15,89   |
|                        | Heinz Frei              | SUI          | 30:43,64   |
|                        | Lukas Weber             | SUI          | 31:00,39   |
| Männer – MH4 (15,5 km) |                         |              |            |
|                        | Rafał Wilk              | POL          | 28:55,15   |
|                        | Vico Merklein           | GER          | 29:36,93   |
|                        | Thomas Frühwirth        | AUT          | 29:52,46   |
| Männer – MH5 (16,6 km) |                         |              |            |
|                        | Alessandro Zanardi      | ITA          | 28:29,12   |
|                        | Oz Sanchez              | USA          | 29:08,81   |
|                        | Ernst van Dyk           | RSA          | 29:21,46   |

### Straßenrennen Klasse H
| #                    | Fahrerin             | Nationalität | Zeit (h)   |
| -------------------- | -------------------- | ------------ | ---------- |
| Frauen – WH1 (21 km) |                      |              |            |
|                      | Emilie Miller        | AUS          | 1:36,06    |
| Frauen – WH2 (35 km) |                      |              |            |
|                      | Justine Asher        | RSA          | 1:21,35    |
|                      | Carmen Koedood       | NLD          | - 1 Runde  |
|                      | Mikyoung Jeon        | KOR          | - 1 Runde  |
| Frauen – WH3 (42 km) |                      |              |            |
|                      | Francesca Porcellato | ITA          | 1:13,16    |
|                      | Alicia Dana          | USA          | + 2:01 min |
|                      | Renata Kaluza        | POL          | + 4:15 min |
| Frauen – WH4 (49 km) |                      |              |            |
|                      | Christiane Reppe     | GER          | 1:28,58    |
|                      | Silke Pan            | GER          | + 3,18 min |
|                      | Sandra Graf          | SUI          | + 7,21 min |
| Frauen – WH5 (49 km) |                      |              |            |
|                      | Andrea Eskau         | GER          | 1:22,26    |
|                      | Laura de Vaan        | NLD          | + 0,06 s   |
|                      | Dorothee Vieth       | GER          | + 0,10 s   |

| #                    | Fahrer                  | Nationalität | Zeit (h)   |
| -------------------- | ----------------------- | ------------ | ---------- |
| Männer – MH1 (33 km) |                         |              |            |
|                      | Nicolas Pieter Du Preez | RSA          | 1:25,57    |
|                      | Timothy Williams        | NZL          | + 7,35 min |
|                      | Teppo Polvi             | FIN          | + 8,38 min |
| Männer – MH2 (49 km) |                         |              |            |
|                      | Luca Mazzone            | ITA          | 1:30,05    |
|                      | William Groulx          | USA          | + 1,11 min |
|                      | Anders Backman          | SWE          | + 4,51 min |
| Männer – MH3 (62 km) |                         |              |            |
|                      | Vittorio Podestà        | ITA          | 1:33,30    |
|                      | Heinz Frei              | SUI          | + 3,17 min |
|                      | Lukas Weber             | SUI          | + 4,29 min |
| Männer – MH4 (62 km) |                         |              |            |
|                      | Rafał Wilk              | POL          | 1:32,40    |
|                      | Vico Merklein           | GER          | + 0,49 min |
|                      | Mathieo Bosredon        | FRA          | + 2,13 min |
| Männer – MH5 (62 km) |                         |              |            |
|                      | Alessandro Zanardi      | ITA          | 1:29,21    |
|                      | Jetze Plat              | NLD          | gl. Zeit   |
|                      | Johan Reekers           | NLD          | + 0,33 min |

### Handbiker Staffel
| Platz | Sportler                                         | Land | Zeit (min) |
| ----- | ------------------------------------------------ | ---- | ---------- |
|       | Vittorio Podestà Luca Mazzone Alessandro Zanardi | ITA  | 31:13      |
|       | William Lachenauer William Groulx Oz Sanchez     | USA  | 32:24      |
|       | Jean-Marc Berset Tobias Fankhauser Heinz Frei    | SUI  | 32:345     |

## Medaillenspiegel
|       | Nation                 |    |    |    | Gesamt |
| ----- | ---------------------- | -- | -- | -- | ------ |
| 1     | Vereinigte Staaten     | 5  | 6  | 4  | 15     |
| 2     | Italien                | 5  | 1  | 5  | 11     |
| 3     | Deutschland            | 4  | 7  | 6  | 17     |
| 4     | Polen                  | 4  | 2  | 1  | 7      |
| 5     | Australien             | 3  | 4  | 2  | 9      |
| 6     | Russland               | 2  | 5  | 5  | 12     |
| 7     | Volksrepublik China    | 2  | 1  | -  | 3      |
| 8     | Südafrika              | 2  | -  | 1  | 3      |
| 9     | Kanada                 | 2  | -  | -  | 2      |
| 9     | Frankreich             | 2  | -  | -  | 2      |
| 9     | Vereinigtes Königreich | 2  | -  | -  | 2      |
| 12    | Spanien                | 1  | 3  | 2  | 6      |
| 13    | Niederlande            | 1  | 2  | 2  | 5      |
| 14    | Ukraine                | 1  | 1  | -  | 2      |
| 15    | Peru                   | 1  | -  | 1  | 2      |
| 15    | Slowakei               | 1  | -  | 1  | 2      |
| 17    | Irland                 | 1  | -  | -  | 1      |
| 17    | Japan                  | 1  | -  | -  | 1      |
| 19    | Neuseeland             | -  | 3  | -  | 3      |
| 20    | Kolumbien              | -  | 2  | -  | 2      |
| 21    | Schweiz                | -  | 1  | 5  | 6      |
| 22    | Tschechien             | -  | 1  | 3  | 4      |
| 23    | Rumänien               | -  | 1  | -  | 1      |
| 24    | Österreich             | -  | -  | 1  | 1      |
| Total | Total                  | 40 | 40 | 39 | 119    |

## Leistungsklassen
Die Leistungsklassen werden nach Disziplin unterschieden:
- Cycling (Rennrad): C1 – C5, wobei C1 die höchste Beeinträchtigung bezeichnet
- Tandem für Sehbehinderte, die mit einem Piloten ohne Sehbehinderung fahren: B
- Handbike: H1 – H4
- Dreirad: T1 – T2

Bei Frauen und Männern wird jeweils ein „W“ beziehungsweise ein „M“ vor die Bezeichnung der Klassifikation gesetzt.